# Zahlungsstrom
Zahlungsstrom ist in der Wirtschaft eine Stromgröße, die Zahlungsvorgänge zwischen Zahlungspflichtigen und Zahlungsempfängern beschreibt.

## Allgemeines
Der Zahlungsstrom ist die geldliche Leistung oder Gegenleistung aus einem Geschäft oder einseitige Leistung ohne Gegenleistung (Schenkung). Sie kann als Barzahlung oder durch Übertragung von Buchgeld im Rahmen des Zahlungsverkehrs erfolgen. Dabei kann es sich um eine einzelne Ein- oder Auszahlung oder um eine Abfolge mehrerer Zahlungen zu verschiedenen Zeitpunkten (etwa aus einem Dauerschuldverhältnis) handeln.

## Arten
Allgemein ist zwischen positiven und negativen Zahlungsströmen zu unterscheiden. Positive Zahlungsströme (englisch cash inflow) sind Zahlungseingänge aus Sicht des Zahlungsempfängers, negative Zahlungsströme (englisch cash outflow) sind Zahlungsausgänge aus Sicht des Zahlungspflichtigen. Positive verbessern entsprechend die Liquidität, negative Zahlungsströme belasten sie. Ein negativer Zahlungsstrom erfordert Eigenfinanzierung über Eigenkapital oder Fremdfinanzierung über Fremdkapital, während ein positiver Zahlungsstrom Möglichkeiten zur Innenfinanzierung schafft. Vermiedene Auszahlungen werden als positiver Zahlungsstrom (Einzahlung) dargestellt. Langfristig negative Zahlungsströme werden zu einer Aufzehrung des Vermögens oder zur Erhöhung der Schulden führen.   
Beispielsweise löst die Erweiterungsinvestition aus Sicht des Unternehmens zunächst negative Zahlungsströme in Form von Auszahlungen für die Bezahlung der Investitionsgüter aus, während nach Abschluss der Investitionsphase durch den Umsatzprozess positive Zahlungsströme entstehen. Eine Investition hat sich gelohnt, wenn die positiven Zahlungsströme höher sind als die negativen. Umgekehrt löst die Kreditauszahlung aus Sicht des Kreditnehmers zunächst einen positiven Zahlungsstrom aus, während der spätere Schuldendienst (Kreditzins und Tilgung) negative Zahlungsströme zur Folge hat.

## Zahlungsströme in den Wirtschaftswissenschaften
In der Volkswirtschaftslehre gibt es einen Wirtschaftskreislauf, der aus einem Geldkreislauf, zu dem die Zahlungsströme gehören, und einem aus Gütern und Dienstleistungen bestehenden Güterkreislauf. Auf einem Gütermarkt steht dem Güterstrom ein korrespondierender Zahlungsstrom gegenüber. Die Privathaushalte stellen den Unternehmen auf dem Faktormarkt Produktionsfaktoren (Arbeit, Kapital) zur Verfügung (Güterstrom) und erhalten dafür Faktoreinkommen (Zahlungsstrom in Form des Arbeitseinkommens oder Kapitalertrags). Der Güterstrom besteht auch in der Beschaffung von Rohstoffen für die Produktion und im Vertrieb der Endprodukte. 
In der Betriebswirtschaftslehre ist der Unternehmensprozess häufig dadurch gekennzeichnet, dass es zwischen Güter- und Zahlungsstrom eine Inkongruenz gibt. Diese Deckungslücke ist der Finanzierungsbedarf, der durch Finanzierung zu decken ist.
Auf dem Finanzmarkt dagegen stehen sich zwei Zahlungsströme gegenüber. Typischstes Beispiel ist der Finanzkontrakt, bei dem ein gegenseitiger Austausch von Zahlungsströmen und Basiswerten erfolgt. Bei Unternehmen ist in Deutschland beim Cashflow offiziell vom „Zahlungsstrom“ die Rede. In einer Kapitalflussrechnung stehen im Gegensatz zur Bilanz nicht Bestandsgrößen, sondern Zahlungsströme im Mittelpunkt.
Ein Finanzrisiko besteht, wenn sicher erwartete positive Zahlungsströme ausbleiben (Kredittilgungen aus Sicht der Kreditgeber) oder nicht erwartete negative Zahlungsströme eintreten (Fehlerkosten aus Fehlproduktion in Unternehmen).

## Zahlungsströme in der Finanzmathematik
Zahlungsströme sind in der Finanzmathematik der Ablauf der Zahlungen, die aus Wertpapieren, Devisen, Sorten, Derivaten, sonstigen Finanzkontrakten oder Investitionen während ihrer Laufzeit resultieren. Dabei sind die Zeitpunkte der einzelnen Zahlungen entscheidend, weil es aus bewertungstechnischer Sicht einen großen Unterschied macht, ob Zahlungen in naher oder ferner Zukunft erfolgen.
Zahlungsströme sind in der Finanzmathematik die wesentliche bewertungsrelevante Information über ein Finanzinstrument. Zwei Wertpapiere, die denselben Zahlungsstrom haben, haben in einer Modellwelt denselben Wert, auch wenn beide Wertpapiere rechtlich unterschiedlich konstruiert sind. Ziel der Finanzmathematik ist es also, eine Funktion {\displaystyle P} zu finden, die einem Zahlungsstrom {\displaystyle Z} einen Barwert zuordnet.

### Eigenschaften von Zahlungsströmen
Die Zahlungen sind bei Wertpapieren in aller Regel ausschließlich positiver Natur, während Zahlungsströme insbesondere bei Derivaten, Kontrakten oder Investitionen sowohl aus positiven als auch aus negativen Zahlungen bestehen können. Zum Beispiel weisen Investitionen häufig zu Beginn negative Zahlungen auf, die sich später in positive Zahlungen verwandeln. Kontrakte wie Swaps oder Futures werden so abgeschlossen, dass ihr heutiger Wert Null ist und kein Zahlungsaustausch stattfindet. Sie können dafür in der Zukunft sowohl positive als auch negative Zahlungen aufweisen.
In der Regel betrachtet man Zahlungsströme, bei denen die Zahlungen in gleichmäßigen Abständen erfolgen, etwa jährlich, halbjährlich oder vierteljährlich. Dann kann man einen Zahlungsstrom als Folge von Zahlungen darstellen:
{\displaystyle Z=(z_{t_{i}})_{i\in \{1,2,\ldots ,n\}}}.
In manchen theoretischen Modellen greift man aber auch auf stetige Zahlungsströme zurück, etwa eine fiktive Anleihe, die zwischen den Zeitpunkten {\displaystyle t_{1}} und {\displaystyle t_{2}} den Betrag {\displaystyle \int _{t_{1}}^{t_{2}}\,c\,dt} zahlt, wobei {\displaystyle c} die Höhe des stetigen Kupons ist. Stetige Zahlungsströme werden in vielen Modellen eingesetzt, sind aber in der Realität nicht anzutreffen.
Grob unterscheiden kann man zwischen sicheren und unsicheren Zahlungsströmen. Sichere Zahlungsströme findet man in der Praxis bei Anleihen mit fixem Kupon ohne Kreditrisiko, während Anleihen mit Kreditrisiko, Anleihen mit variablen Kupon, Aktien und Derivate typischerweise unsichere Zahlungsströme ausweisen.
Zahlungsströme können mit einem skalaren Wert multipliziert und komponentenweise addiert werden. So besitzt ein Portfolio mit zwei Wertpapiere des gleichen Typs einen Zahlungsstrom, der die zweifachen Zahlungen der ursprünglichen Zahlungsströme hat. Ein Portfolio aus zwei verschiedenen Wertpapieren besitzt einen Zahlungsstrom, bei dem die Zahlungen sich aus der Summe der Zahlungen der beiden ursprünglichen Zahlungsströme ergeben. Aus mathematischer Sicht besitzt die Menge der Zahlungsströme daher die Struktur eines Vektorraumes.

### Bewertung sicherer Zahlungsströme
Bei einem sicheren Zahlungsstrom gilt es, die Zeitpunkte der einzelnen Zahlungen explizit einzubeziehen. Das ist wichtig, da für die meisten Anleger heutiger Konsum höher bewertet wird als späterer Konsum. Somit ist es besser, einen bestimmten Geldbetrag heute zur Verfügung zu haben als zu einem Zeitpunkt in der Zukunft. Dieser geringere Nutzen zukünftiger Zahlungen wird ausgeglichen, indem ein Anleger Zinsen auf sein eingelegtes Kapital erhält.
Die persönliche Nutzenpräferenz ist dabei aber nicht entscheidend, wenn Gelder an einem funktionierenden Kapitalmarkt angelegt und geliehen werden können. Mit Hilfe des Kapitalmarktes können dann Zahlungen durch die Zeit transformiert werden. Dabei wird in der Modellwelt häufig ein gleicher Zinssatz {\displaystyle r(t)} für die Laufzeit {\displaystyle t} sowohl für angelegtes als auch für geliehenes Geld angenommen. Die Zinssätze für die einzelnen Laufzeiten {\displaystyle t_{1},t_{2},\ldots ,t_{n}} bilden dabei eine Zinsstrukturkurve.
Der Barwert {\displaystyle P(Z)} eines Zahlungsstroms {\displaystyle Z} ist dann
{\displaystyle P(Z)=\sum _{i=1}^{n}\,{\frac {1}{\left(1+r(t_{i})\right)^{t_{i}}}}\cdot z_{t_{i}}}.
Dabei ändert sich der Barwert, wenn sich die Zinssätze {\displaystyle r(t_{i})} ändern. Bei stochastischen Zinssätzen kann also selbst ein sicherer Zahlungsstrom einen stochastischen Barwert besitzen.

### Bewertung unsicherer Zahlungsströme
Bei unsicheren Zahlungsströmen muss das Risiko des Zahlungsstroms explizit mit bewertet werden. Typische Risiken sind Kreditrisiken, Marktrisiken und Liquiditätsrisiken. Es bieten sich zwei verschiedene Wege an, um den Barwert zu ermitteln.
- Eine übliche Methode ist es, für das übernommene Risiko einen Aufschlag (englisch spread) {\displaystyle s} auf den risikofreien Zinssatz {\displaystyle r} zu verlangen. Der Barwert ist dann

{\displaystyle P(Z)=\sum _{i=1}^{n}\,{\frac {1}{\left(1+r(t_{i})+s(t_{i})\right)^{t_{i}}}}\cdot z_{t_{i}}}.
Für {\displaystyle s} kann häufig in erster Näherung der Aufschlag einer Anlage mit vergleichbarem Risiko herangezogen werden. Bei Risikoaversion ist der Aufschlag negativ.
- Als zweite Möglichkeit kommt in Frage, für jede Zahlung {\displaystyle z(t_{i})} ein Sicherheitsäquivalent zu bestimmen. Darunter versteht man eine sichere Zahlung, die dem Empfänger den gleichen Nutzen wie die unsichere Zahlung bringt. Bei Risikoaversion ist das Sicherheitsäquivalent geringer als der Erwartungswert der unsicheren Zahlung. Das Sicherheitsäquivalent wird häufig mit Hilfe des Erwartungswerts unter risikoneutralen Wahrscheinlichkeiten ausgedrückt:

{\displaystyle P(Z)=\sum _{i=1}^{n}\,{\frac {1}{\left(1+r(t_{i})\right)^{t_{i}}}}\cdot E^{Q}[z_{t_{i}}]}.
Erstere Methode hat sich in der Praxis bewährt, während Letztere deutlich abstrakter ist und vor allem in theoretischen Modellen anzutreffen ist.

## Zahlungsströme in der Kapitalmarkttheorie
In der Kapitalmarkttheorie, besonders im Financial Engineering, spielen Zahlungsströme eine herausragende Rolle. Zur Bewertung von Derivaten wird eine Möglichkeit gesucht, Zahlungsströme eines neuen Wertpapiers mittels Portfolios bereits vorhandener Instrumente zu duplizieren. Das übliche Argument des Financial Engineering ist, dass auf einem Markt ohne Arbitrage das Derivat denselben Barwert haben muss wie das Duplikationsportfolio. Das Duplikationsportfolio wird auch als Hedge bezeichnet. Ein Duplikationsportfolio muss nicht grundsätzlich statisch sein, sondern kann sich gerade bei Optionen dynamisch mittels einer Hedgestrategie an die Marktentwicklung anpassen.
Ein Modellkapitalmarkt erfüllt die Spanning-Bedingung, wenn alle Zahlungsströme durch bereits vorhandene Kapitalmarktinstrumente oder durch Portfolios aus solchen dupliziert werden können.